# Liste der denkmalgeschützten Objekte in St. Pölten-Ratzersdorf
Die Liste der denkmalgeschützten Objekte in St. Pölten-Ratzersdorf enthält die 4 denkmalgeschützten, unbeweglichen Objekte des St. Pöltner Stadtteils Ratzersdorf an der Traisen.

## Denkmäler
| Foto |                 | Denkmal                                                               | Standort                                                         | Beschreibung | Metadaten |
| ---- | --------------- | --------------------------------------------------------------------- | ---------------------------------------------------------------- | --- | --- |
| ja   | Datei hochladen | Fundzone "Bei den Sieben Bründeln" HERIS-ID: 112237 Objekt-ID: 130310 | Bei den Sieben Brünndeln Standort KG: Ratzersdorf an der Traisen | In den angrenzenden Gebieten wurde im Zuge des Baus der Kremser Schnellstraße (S33) eine Nekropole ergraben (siehe Eisenzeitliches Gräberfeld Pottenbrunn), die Verdachtszonen wurden unter dem Namen „Bei den Sieben Bründeln“ unter Denkmalschutz gestellt. Die Fundzone erstreckt sich über die Katastralgemeinden Ratzersdorf an der Traisen und Pottenbrunn.        | BDA-Hist.: Q64512734 Status: Bescheid Stand der BDA-Liste: 2025-06-30 Name: Fundzone "Bei den Sieben Bründeln" GstNr.: 1634, 1635, 1636, 1637                   |
| ja   | Datei hochladen | Grenzstein HERIS-ID: 32338 Objekt-ID: 29416                           | Fritschstraße 1 Standort KG: Ratzersdorf an der Traisen          | Der Grenzstein des Landgerichtes Pottenbrunn aus dem Jahr 1714 mit der Aufschrift „Herrschaft Pottenbrunn / Landgericht und Wildbann / 1714“ befindet sich im Garten der Volksschule. | BDA-Hist.: Q37947425 Status: § 2a Stand der BDA-Liste: 2025-06-30 Name: Grenzstein GstNr.: 154/3 Grenzstein Ratzersdorf                                         |
| ja   | Datei hochladen | Kath. Filialkirche Zum guten Hirten HERIS-ID: 32324 Objekt-ID: 29401  | Hauptplatz 1 Standort KG: Ratzersdorf an der Traisen             | Auf Betreiben eines Kirchenbauvereines wurde die Kirche 1937 errichtet und durch Bischof Memelauer geweiht. Die ehemals bestehende Ortskapelle wurde daraufhin geschleift und nur deren Glocke übernommen, musste jedoch 1942 für Kriegszwecke abgeliefert werden. Die Kirche stellt einen schlichten, für die Zwischenkriegszeit typischen, kleinen Dorfkirchenbau dar. | BDA-Hist.: Q37947351 Status: § 2a Stand der BDA-Liste: 2025-06-30 Name: Kath. Filialkirche Zum guten Hirten GstNr.: 154/4 Kirche Zum guten Hirten (Ratzersdorf) |
| ja   | Datei hochladen | Fundzone Ließfeld HERIS-ID: 59974 Objekt-ID: 71707                    | Ließfeld Standort KG: Ratzersdorf an der Traisen                 | Die Verdachtsfläche grenzt an das Siebenbründl mit seinen eiszeitlichen Gräbern. | BDA-Hist.: Q64512733 Status: Bescheid Stand der BDA-Liste: 2025-06-30 Name: Fundzone Ließfeld GstNr.: 1477, 1476, 1475/2, 1474, 1475/1                          |